# Dextrose équivalent
Le dextrose équivalent (DE), ou équivalent en dextrose, ou encore équivalence en dextrose, est la teneur en oses réducteurs, exprimée en pourcentage massique de dextrose (D-glucose) dans la matière sèche.
{\displaystyle DE\;(\%\;{\text{mas}})={\frac {\text{masse (g) de dextrose}}{\text{100 g de matière sèche}}}\times 100}

## Exemples
| Glucide          | Dextrose équivalent (DE) (%) |
| ---------------- | ---------------------------- |
| Amidon           | ~0                           |
| Dextrine         | 1–13                         |
| Maltodextrine    | 3–20                         |
| Sirop de glucose | ≥ 20                         |
| Maltose          | 53                           |
| Dextrose         | 100                          |

Le DE du dextrose est de 100, celui de l'amidon (glucide complexe) est proche de 0.
Le DE est en relation avec le degré d'hydrolyse d'un glucide complexe. Plus le DE est élevé, plus l'hydrolyse est poussée, et plus la proportion en sucres simples (à chaîne courte) est élevée.